# Český svaz muzeí v přírodě
Český svaz muzeí v přírodě (IČ 22689214) (Czech Association of Open Air Museums) je uskupení, které sdružuje muzea v přírodě – skanzeny a koordinuje jejich spolupráci, společnou prezentaci. Snaží se také o zabezpečení zázemí pro odbornou činnost.
Sídlo je ve Valašském muzeu v přírodě v Rožnově pod Radhoštěm, které se z rozhodnutí Ministerstva kultury České republiky stalo zároveň centrálním odborným a metodickým pracovištěm pro muzea v přírodě.
24. ledna 2013 byl do čela spolku na post prezidenta zvolen Ing. Jindřich Ondruš Jeho zástupcem – viceprezidentem – se stal PhDr. Martin Šimša, PhD.

## Členové svazu

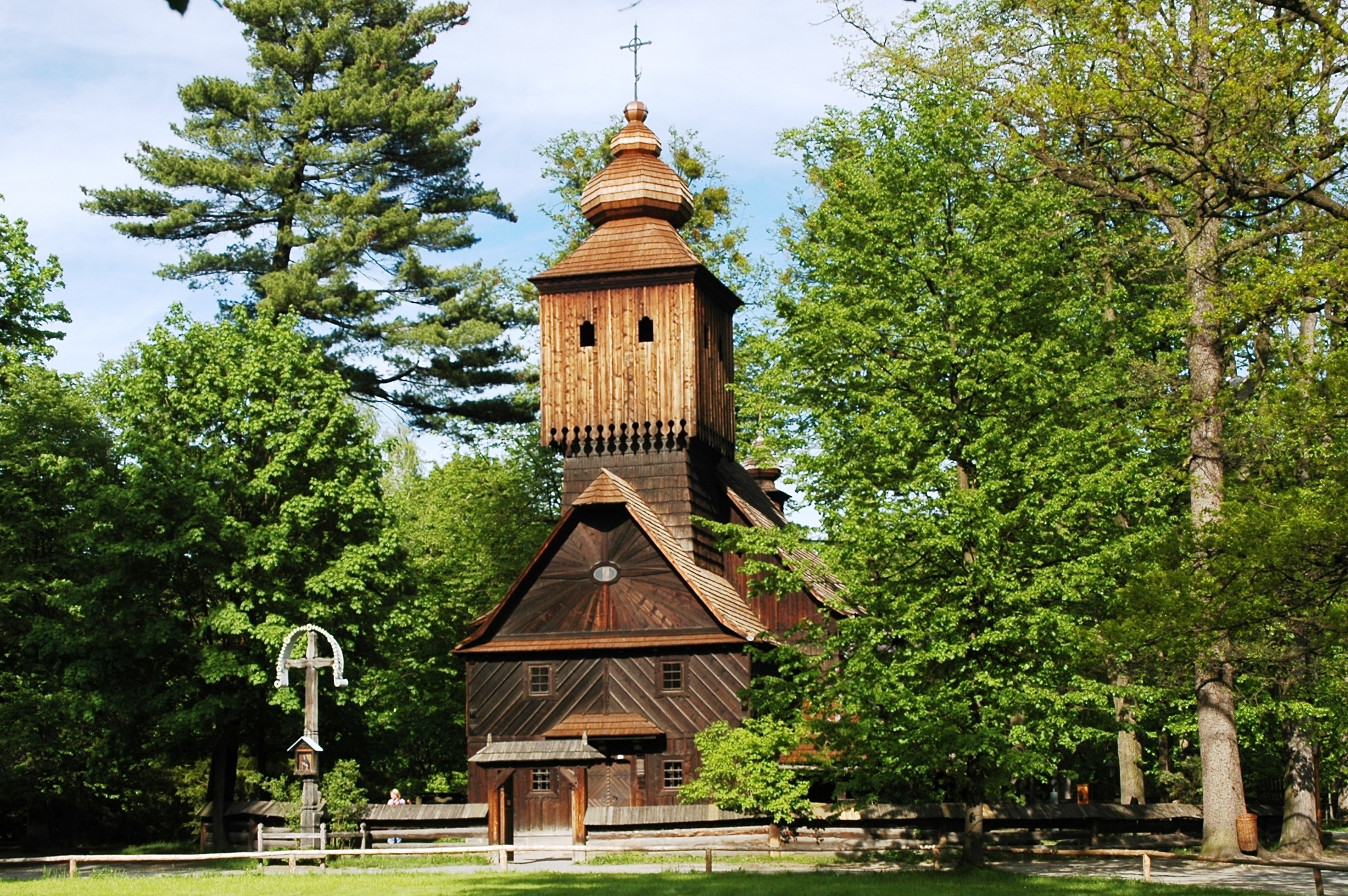
Kostel ze skanzenu v Rožnově pod Radhoštěm

Členy svazu jsou tato muzea v přírodě:
Řádní členové:
- Valašské muzeum v přírodě, Rožnov pod Radhoštěm
- Národní ústav lidové kultury ve Strážnici, Strážnice
- Muzeum lidových staveb Kouřim, Kouřim
- Muzeum Těšínska, Český Těšín
- Soubor lidové architektury Rymice u Holešova, Rymice
- Park Rochus, o.p.s., Uherské Hradiště

Přidružení členové:
- Hornické muzeum Příbram
- Slovácké muzeum v Uherském Hradišti
- Lidové stavby z.s. Dolní Pertoltice
- Institut lidového kulturního dědictví Litomyšl
- Mlýn Wesselsky Loučky u Oder, Vade Mecum Bohemiae s.r.o.
- Chadimův mlýn Horní Dubenky